# 2015 RK277
2015 RK277 est un centaure ayant une orbite excentrique, avec un périhélie dans les astéroïdes troyens de Jupiter et un aphélie dans les régions externes de la ceinture de Kuiper.

## Característiques
2015 RK277 a une orbite avec une périhélie faiblement extérieur à Jupiter et un aphélie légèrement extérieur à la résonance 1:2 avec Neptune.